# Krebsbachtal bei Ruppertshain
Krebsbachtal bei Ruppertshain este o arie protejată (arie specială de conservare — SAC, sit de importanță comunitară — SCI) din Germania întinsă pe o suprafață de 84,5 ha, integral pe uscat.

## Localizare
Centrul sitului Krebsbachtal bei Ruppertshain este situat la coordonatele 50°09′29″N 8°24′48″E / 50.1581°N 8.4133°E.

## Înființare
Situl Krebsbachtal bei Ruppertshain a fost declarat sit de importanță comunitară în iunie 2000 pentru a proteja 6 specii de animale. Situl a fost protejat și ca arie specială de conservare în martie 2008.

## Biodiversitate
Situată în ecoregiunea continentală, aria protejată conține 3 habitate naturale: Pajiști cu Molinia pe soluri calcaroase, turboase sau argilos-nămoloase (Molinion caeruleae), Fânețe de joasă altitudine (Alopecurus pratensis, Sanguisorba officinalis), Păduri aluvionare cu Alnus glutinosa și Fraxinus excelsior (Alno-Padion, Alnion incanae, Salicion albae).
La baza desemnării sitului se află mai multe specii protejate:
- păsări (3): sfrâncioc roșiatic (Lanius collurio), mărăcinar (Saxicola rubetra), sitar de pădure (Scolopax rusticola)
- nevertebrate (3): Austropotamobius torrentium, phengaris nausithous (Maculinea nausithous), Maculinea teleius

Pe lângă speciile protejate, pe teritoriul sitului au mai fost identificate 7 specii de plante, 1 specie de amfibieni, 1 specie de nevertebrate, 1 specie de reptile.